# Einar Vihma
Einar August Vihma, född 19 september 1893 i Kuopio, död 5 augusti 1944 i Ihantala, var en finländsk militär. Fram till 1936 hade han efternamnet Wichmann och han blev generalmajor 1941.
Vihma anslöt sig 1915 till jägarrörelsen, och var kompanichef under finska inbördeskriget 1918. Han var chef för kadettskolan i Fredrikshamn 1933–36, Finlands vita gardeskommendant 1936-39. 
Under vinterkriget var han kommendör för en division vid Taipaleenjoki. Under fortsättningskriget ledde han 12. divisionens anfallsoperation från Joutseno till Kämärä under augusti 1941 och klippte av de sovjetiska förbindelserna från Viborg till sydost. 
Vid krigsslutet var han på Karelska näset med 6. divisionen och deltog i avvärjningsstriden vid Tali-Ihantala, och stupade i augusti 1944 vid Ihantala.